# 한국여자프로농구 2004 겨울리그
한국여자프로농구 204 겨울리그(스폰서의 이름을 딴 우리금융그룹배 겨울리그라고도 알려진)는 한국여자프로농구의 열두 번째 시즌이다. 2004년 1월 27일부터 4월 21일까지 양산에서 진행되었다.

## 변경된 점
- 용병 선발 방식을 자유계약제에서 드래프트제로 전환하기로 했다. 선발 방법은 직전 시즌의 정규리그 성적으로 순번을 정하고, 용병 보유 한도는 종전처럼 1명 보유에 1명 출전(단 금호생명은 2명 보유, 2명 출전)으로 했다.[1]

- 출범 5년째를 맞아 5년동안 리그에서 뛴 선수에 대해 FA 자격을 부여하기로 결정했다. FA 선수 영입은 2명으로 제한되며 영입 구단은 보호선수 4명을 제외한 선수 중 한 명, 또는 FA 계약연봉의 100％를 원 소속 구단에 소속 구단에 보상해야 한다.[2]

## 선수 변화
- 2003년 11월 3일 - 선수진 팀이적, 신세계 ⇒ 현대(연봉의 50% 조건)
- 2003년 11월 3일 - 박선영 팀이적, 삼성생명 ⇒ 현대(연봉의 50% 조건)
- 2003년 11월 6일 - 김지윤 팀이적, 국민은행 ⇒ 금호생명(FA보상제도에 따라 정윤숙 지명). 정윤숙 자동 팀이적, 금호생명 ⇒ 국민은행
- 2003년 11월 6일 - 이언주 팀이적, 신세계 ⇒ 금호생명(FA보상제도에 따라 박은진 지명). 박은진 자동 팀이적, 금호생명 ⇒ 신세계
- 2003년 11월 10일 - 정선민 팀이적, 신세계 ⇒ 국민은행(FA보상제도에 따라 신세계 현금보상)
- 2003년 11월 20일 - 남경민 팀이적, 현대 ⇒ 삼성생명

## 정규리그
정규리그는 2004년 1월 27일 개막하였으며, 2004년 4월 6일까지 진행되었다. 용인 삼성생명 비추미가 정규리그 우승을 차지했다.
| 순위 | 팀                   | 경기 | 승 | 패 | 승차 | 참가 자격 및 강등 |
| ---- | -------------------- | ---- | -- | -- | ---- | ----------------- |
| 1    | 용인 삼성생명 비추미 | 20   | 14 | 6  | —    | 플레이오프 진출   |
| 2    | 천안 KB 세이버스     | 20   | 12 | 8  | 2    | 플레이오프 진출   |
| 3    | 인천 금호생명 팰컨스 | 20   | 11 | 9  | 3    | 플레이오프 진출   |
| 4    | 춘천 우리은행 한새   | 20   | 10 | 10 | 4    | 플레이오프 진출   |
| 5    | 청주 현대 하이페리온 | 20   | 10 | 10 | 4    |                   |
| 6    | 부천 신세계 쿨캣     | 20   | 3  | 17 | 11   |                   |

## 포스트시즌

### 대진표
|  | 플레이오프 3판 2승제 | 플레이오프 3판 2승제   | 플레이오프 3판 2승제 |                      |   | 챔피언 결정전 5판 3승제 | 챔피언 결정전 5판 3승제 | 챔피언 결정전 5판 3승제 |  |
|  |                      |                        |                      |                      |   |                         |                         |                         |  |
|  | 1                    | 용인 삼성생명 비추미   | 2                    |                      |   |                         |                         |                         |  |
|  | 1                    | 용인 삼성생명 비추미   | 2                    |                      |   |                         |                         |                         |  |
|  | 4                    | 춘천 우리은행 한새     | 0                    |                      |   |                         |                         |                         |  |
|  | 4                    | 춘천 우리은행 한새     | 0                    |                      | 1 | 용인 삼성생명 비추미    | 1                       |                         |  |
|  |                      |                        |                      |                      | 1 | 용인 삼성생명 비추미    | 1                       |                         |  |
|  |                      |                        | 3                    | 인천 금호생명 팰컨스 | 3 |                         |                         |                         |  |
|  | 2                    | 천안 국민은행 세이버스 | 3                    | 인천 금호생명 팰컨스 | 3 | 1                       |                         |                         |  |
|  | 2                    | 천안 국민은행 세이버스 |                      |                      |   |                         |                         |                         |  |
|  | 3                    | 인천 금호생명 팰컨스   | 2                    |                      |   |                         |                         |                         |  |